# شهرستان تیلور (فلوریدا)
شهرستان تیلور، فلوریدا (به انگلیسی: Taylor County, Florida) یک سکونتگاه مسکونی در ایالات متحده آمریکا است که در فلوریدا واقع شده‌است.

## خصوصیات
شهرستان تیلور ۳٬۱۹۰٫۸۸ کیلومترمربع مساحت دارد.